# Nadejda Gorodețchi
Nadejda Gorodețchi (n. 2 octombrie 1930, Chișinău, România) este o dansatoare din Republica Moldova.
Și-a început activitatea în anul 1950, la Ansamblul de dansuri populare „Joc”. Cvartetul de dansatori format din Nadejda, S. Mocanu, I. Furnică și L. Iorga a luat primul loc la Festivalul VI mondial al tineretului și studenților de la Moscova din 1957, interpretând sceneta coregrafică „M-am pornit la Chișinău”. Din 1961 până în 1978 este solistă în Orchestra de muzică populară „Fluieraș”, unde s-a manifestat în „Dans liric rusesc”, „Dans țigănesc” și în duetele „Ciobănașul”, „Dans slovac”, „La vie”, „Fata capricioasă”. În 1974–1983 este director artistic al Ansamblului de dansuri populare „Mugurel”. A montat, printre altele, dansurile „Hora mare”, „Țărăneasca”, „Hangul”, „Hora și sârba”, „Moldoveneasca”, „Dans unguresc” ș.a.
Nadejda Gorodețchi a fost distinsă cu titlul „Artistă Emerită a RSSM⁠(d)” în 1958 și cu Ordinul „Insigna de Onoare”.